# Volksbank Deisslingen
Die Volksbank Deisslingen eG ist eine Genossenschaftsbank mit Sitz in der baden-württembergischen Gemeinde Deißlingen im Landkreis Rottweil.

## Geschichte
Die heutige Volksbank Deisslingen eG wurde am 15. Januar 1874 gegründet und fusionierte zuletzt im Jahr 1996 mit der Raiffeisenbank Lauffen o.R. eG mit dem Sitz in Lauffen ob Rottweil.

## Rechtsverhältnisse
Die Raiffeisenbank Volksbank Deisslingen eG (lt. GnR „VOLKSBANK DEISSLINGEN eG“) ist im Genossenschaftsregister beim Amtsgericht Stuttgart unter GnR 470003 eingetragen.

## Organisationsstruktur
Rechtsgrundlagen sind das Genossenschaftsgesetz und die durch die Generalversammlung beschlossene Satzung. Organe der Bank sind der Vorstand, der Aufsichtsrat und die Generalversammlung.

## Sicherungseinrichtung
Die Volksbank Deisslingen eG ist der amtlich anerkannten Sicherungseinrichtung des Bundesverbandes der Deutschen Volksbanken und Raiffeisenbanken GmbH und der zusätzlichen freiwilligen Sicherungseinrichtung des Bundesverbandes der Deutschen Volksbanken und Raiffeisenbanken e.V. angeschlossen.

## Geschäftsausrichtung
Die Volksbank Deisslingen eG betreibt das Universalbankgeschäft. Im Verbundgeschäft arbeitet sie mit der DZ Bank, R+V Versicherung, Bausparkasse Schwäbisch Hall, Teambank, VR Leasing, DZ Hyp und der Union Investment zusammen.

## Geschäftsgebiet
Das Geschäftsgebiet liegt im Süden des Landkreises Rottweil.
An diesen Orten betreibt die Bank Filialen:
- Deißlingen (Hauptstelle, jur. Sitz)
- Lauffen ob Rottweil (Geschäftsstelle)
- Herrenzimmern (Geschäftsstelle)